# La Sagrera (metropolitana di Barcellona)
La stazione di La Sagrera detta anche Sagrera-Meridiana, precedentemente chiamata solo Sagrera, è una stazione di interscambio ferroviario e della metropolitana di Barcellona che presta servizio alle linee L1, L5, L9 Nord e L10 della metropolitana cittadina. La stazione si trova sotto l'Avinguda Meridiana e prende il nome dall'omonimo quartiere del distretto di Sant Andreu.
Inaugurata nel 1954 per servire l'allora Metro Trasversal, (poi divenuto L1), venne ampliata nel 1959 per il primo tratto dell'allora Linea II, (oggi L5). Il prolungamento della Linea V nel 1970 da Diagonal a Sagrera fece arrivare in questa stazione anche l'allora Linea V.
Nel 1982 con la riorganizzazione delle linee, la stazione passò a servire le "nuove" linee L1 ed L5. A partire dal 2010, è il capolinea della Tratta IV delle linee L9 e L10.
Nel 2011, è stata aperta al servizio anche la stazione delle Rodalies de Catalunya, rendendo così la stazione un nodo di interscambio, che si affianca alla stazione dell'alta velocità Sagrera-TAV ancora in fase di completamento.